# Don Lind
Don Leslie Lind (18. května 1930 Midvale, Utah, USA – 30. srpna 2022, Logan, Utah, USA) byl americký astronaut a vysokoškolský profesor. Zúčastnil se programu Skylab a v roce 1985 se dostal s raketoplánem Challenger při misi STS-51-B do vesmíru.

## Život

### Mládí a výcvik
Po základní a střední škole absolvoval v roce 1953 fyzikální fakultu University of Utah, kde získal titul bakalář. Pak nastoupil k armádě, kde sloužil jako pilot amerického námořnictva na řadě míst, nalétal přes 4500 hodin. V roce 1964 obhájil doktorát v oboru jaderné fyziky vysokých energií na University of California, Berkeley a poté dva roky pracoval jako vesmírný fyzik v Goddardově kosmickém středisku NASA v Marylandu. V roce 1966 byl přijat do páté skupiny amerických astronautů. Byl jmenován pilotem v záložních posádkách pro Skylab 3 a Skylab 4. Po ukončení programu Skylab se přeškolil pro lety raketoplánů.

### Lety do vesmíru
Do vesmíru letěl pouze jednou, ve funkci letového specialisty na jaře 1985 na palubě raketoplánu Challenger v sedmidenní misi STS-51-B. Stal se tak 166. člověkem v kosmu.
Na palubě sedmého letu Challengeru byli: Robert Overmyer, Frederick Gregory, William Thornton, Norman Thagard, dr. Don L. Lind, Lodewijk van den Berg a Taylor Wang. Na oběžnou dráhu vynesli laboratoř Spacelab 3 a také několik pokusných zvířat. Startovali z Kennedyho vesmírného střediska na mysu Canaveral, přistáli na základně Edwards AFB v Kalifornii.
- STS-51-B Challenger (29. dubna 1985 – 6. května 1985)

### Pozdější kariéra a závěr života
Půl roku po svém letu odešel z NASA a stal se profesorem fyziky a astronomie na Utah State University v Loganu. V roce 1995 odešel do penze.

## Osobní život
Lind je aktivním členem Církve Ježíše Krista Svatých posledních dnů. Byl ženatý a měl sedm dětí.
Zemřel 30. srpna 2022 v Loganu.